# توم ستيفنسون
توم ستيفنسون (بالإنجليزية: Tom Stephenson)‏ هو لاعب اتحاد الرغبي بريطاني، ولد في 5 مايو 1994 في أكسفورد في المملكة المتحدة.